# 北方喜蓋鯰
北方喜蓋鯰，為輻鰭魚綱鯰形目毛鼻鯰科的其中一種。分布於南美洲巴西奧里諾科河流域，體長可達4.4公分，會寄生在其他魚類的鰓蓋內，吸食血液為生。